# Boris Tishchenko
Boris Ivanovich Tishchenko (23 de março de 1939 - 9 de dezembro de 2010) foi um compositor e pianista russo e soviético.

## Instrumental
- Sonata for Solo Violin No. 1 (1957)
- Sonata for Solo Violin No. 2 (1975)
- Sonata for Solo Cello No. 1 (1960)
- Sonata for Solo Cello No. 2 (1979)
- Twelve Inventions for Organ (1964)
- Capriccio for Violin and Piano (1965)
- Two Pieces for Percussion (1970)
- Twelve Portraits for Organ (1992)
- Fantasy for Violin and Piano (1994)
- Sonata for Recorder (five instruments) and Organ (1999)
- Four Pieces for Tuba (1985)